# Lia Krol
Lia Krol (Heeswijk-Dinther, 1956) is een Nederlandse beeldhouwster, schilderes en tekenares.

## Leven en werk
Krol werd opgeleid aan de Koninklijke Academie voor Kunst en Vormgeving in 's-Hertogenbosch. Sinds 1986 woont ze met haar man, de kunstenaar Jaap Paasman, in Erichem. Ze maakt beelden die vooral in brons worden uitgevoerd en waarbij de mens centraal staat. Ze legde onder meer een aantal voetballers in brons vast. Voor het beeld van De Student (2008) in Gemert zat zoon Lennert model. In mei 2018 werd haar levensgrote beeldengroep van de popgroep Normaal in Hummelo onthuld.

## Werken (selectie)
- 2003 beeldengroep van Willem van Oranje en Anna van Buren met Filips en Maria, Buren (met Caroline van 't Hoff)
- 2004 beeldje van de TV Krant Filmposter Award
- 2005 plaquette Peter Sterkenburg, Zurich
- 2008 De Student, Gemert
- 2010 buste Max Douwes, Klijndijk
- 2013 beeldengroep van twee wezen voor het Koninklijk Weeshuis (Buren)
- 2013 beeld van Peter Tazelaar, Hindeloopen
- 2013 TRIS-monument, Paramaribo (met Jaap Paasman)
- 2014 beeld van Tonny van Leeuwen, bij het stadion van FC Groningen
- 2015 buste Aletta Jacobs, Vredespaleis, Den Haag
- 2016 buste Hans Heyting, Borger
- 2017 beeld van Dennis Bergkamp, bij KNVB, Zeist[5]
- 2018 beeld van Fernando Ricksen, bij het Fortuna Sittard Stadion[6]
- 2018 beeld van Kruuzemuntje ter herinnering aan Jacob Jan Cremer, Driel[7]
- 2018 standbeeld Normaal, Hummelo

## Galerij

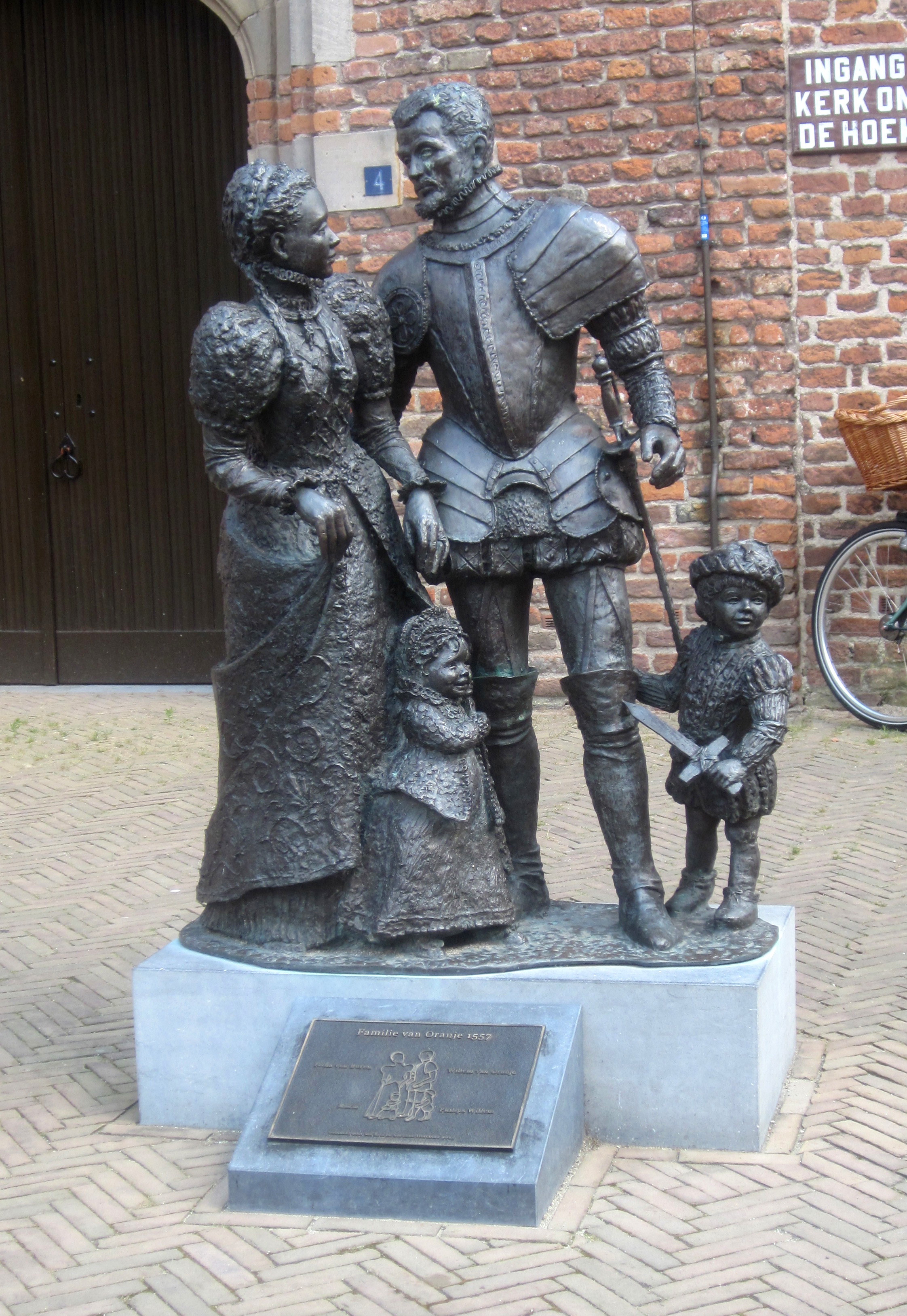
Willem van Oranje en Anna van Buren
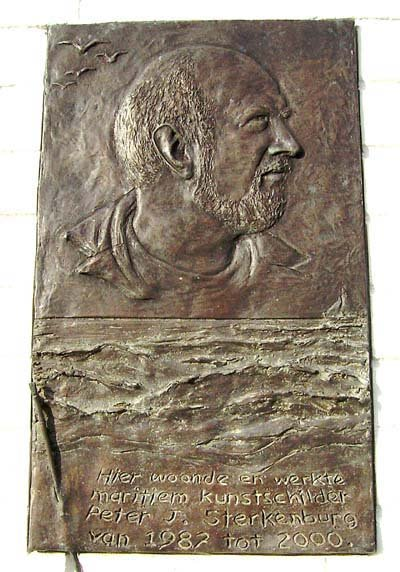
Peter Sterkenburg
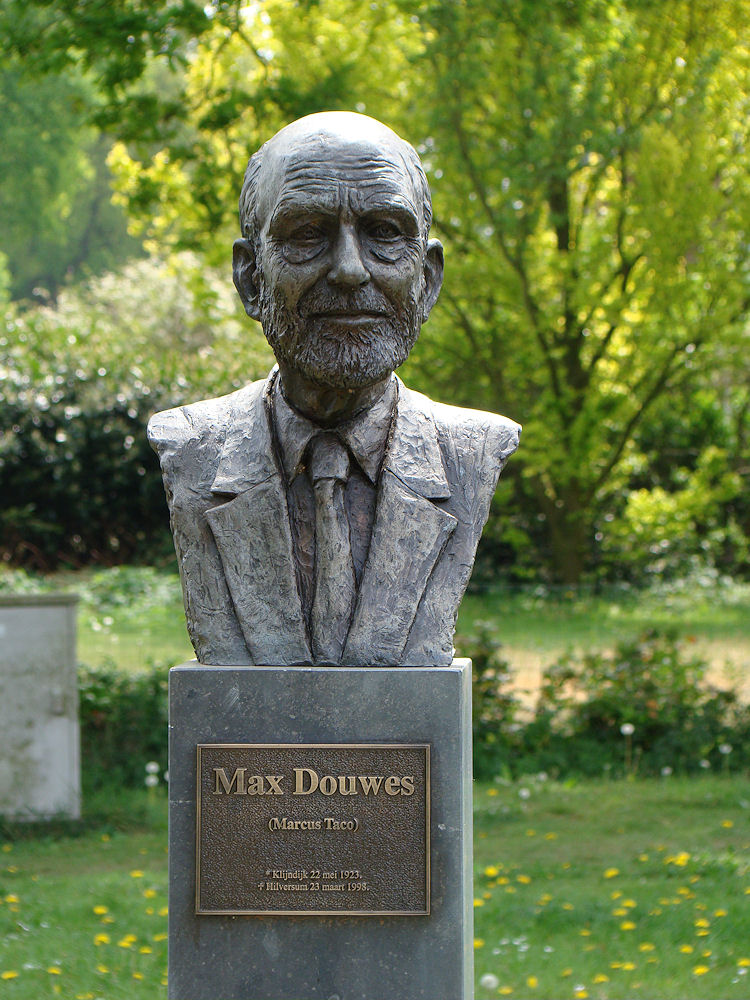
Max Douwes
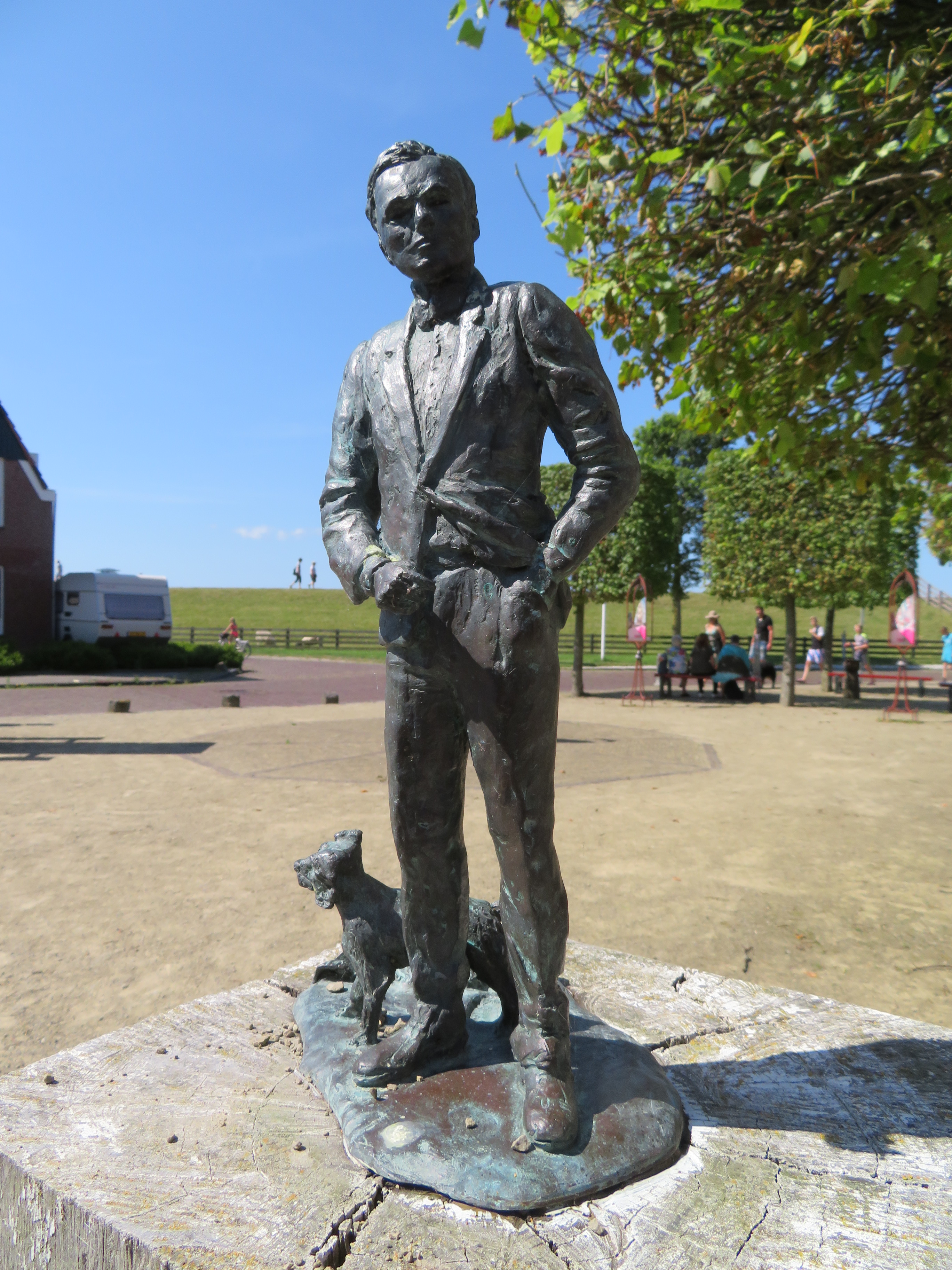
Peter Tazelaar
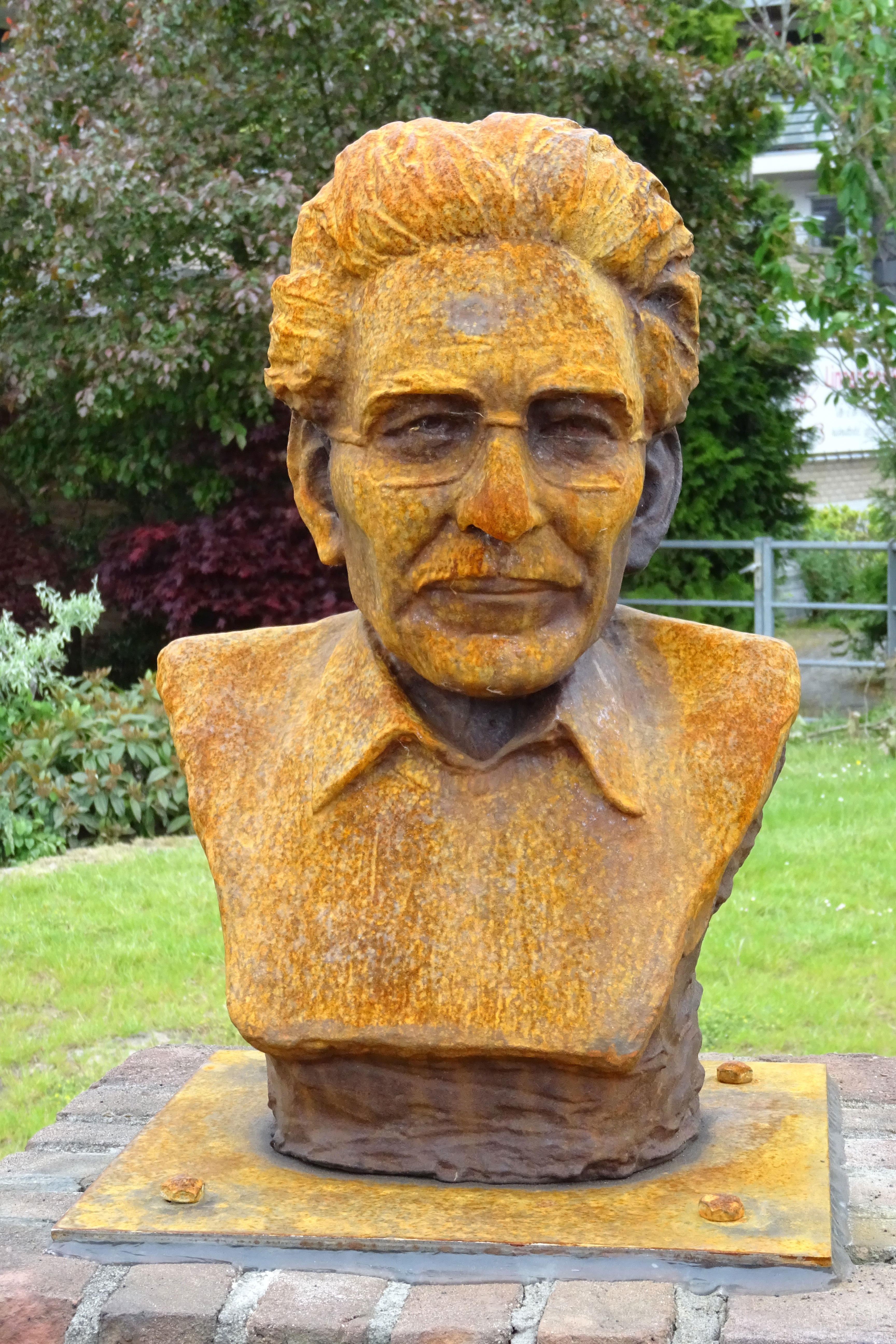
Hans Heyting
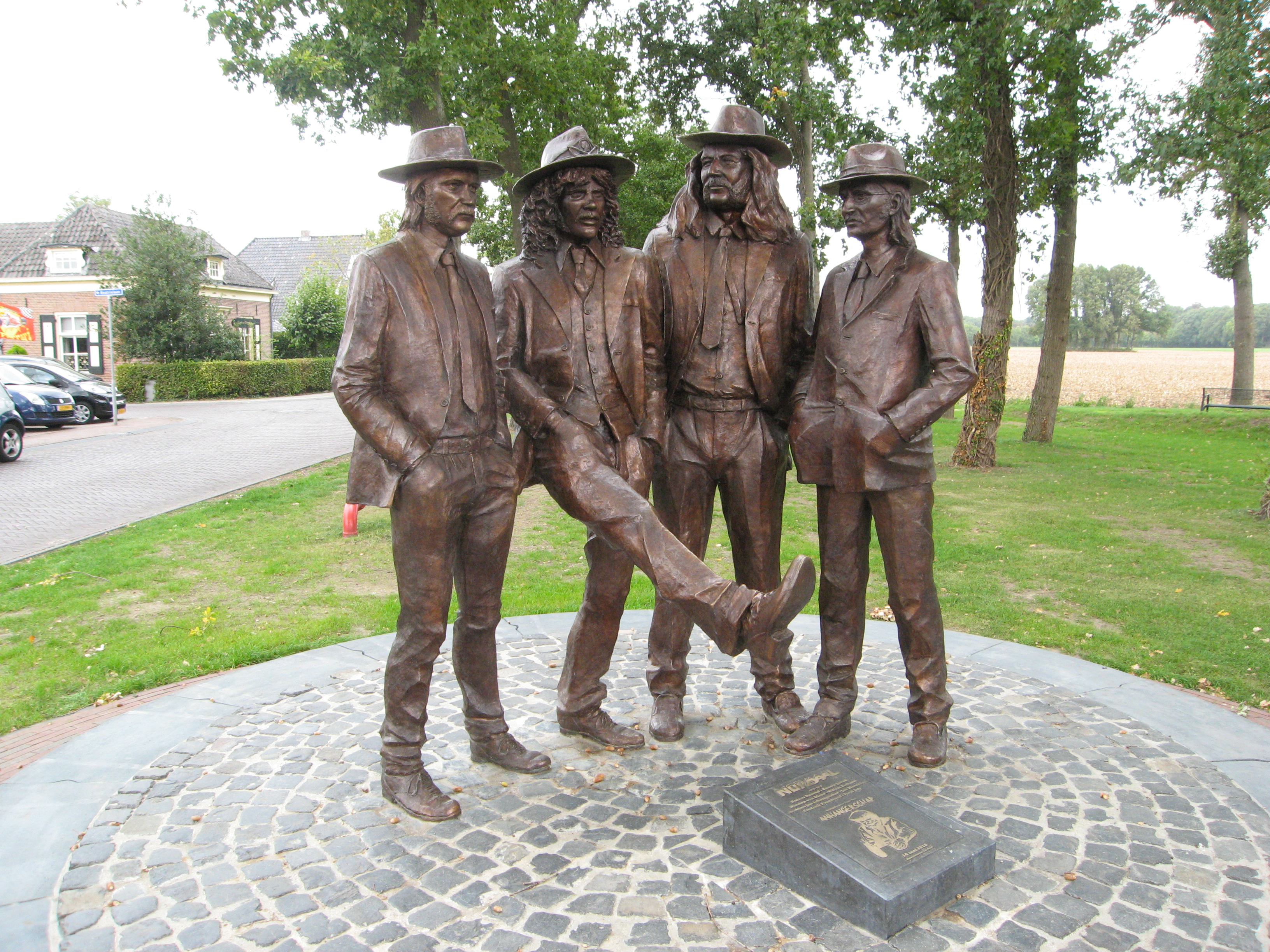
Normaal